# إكثيوفيناتور

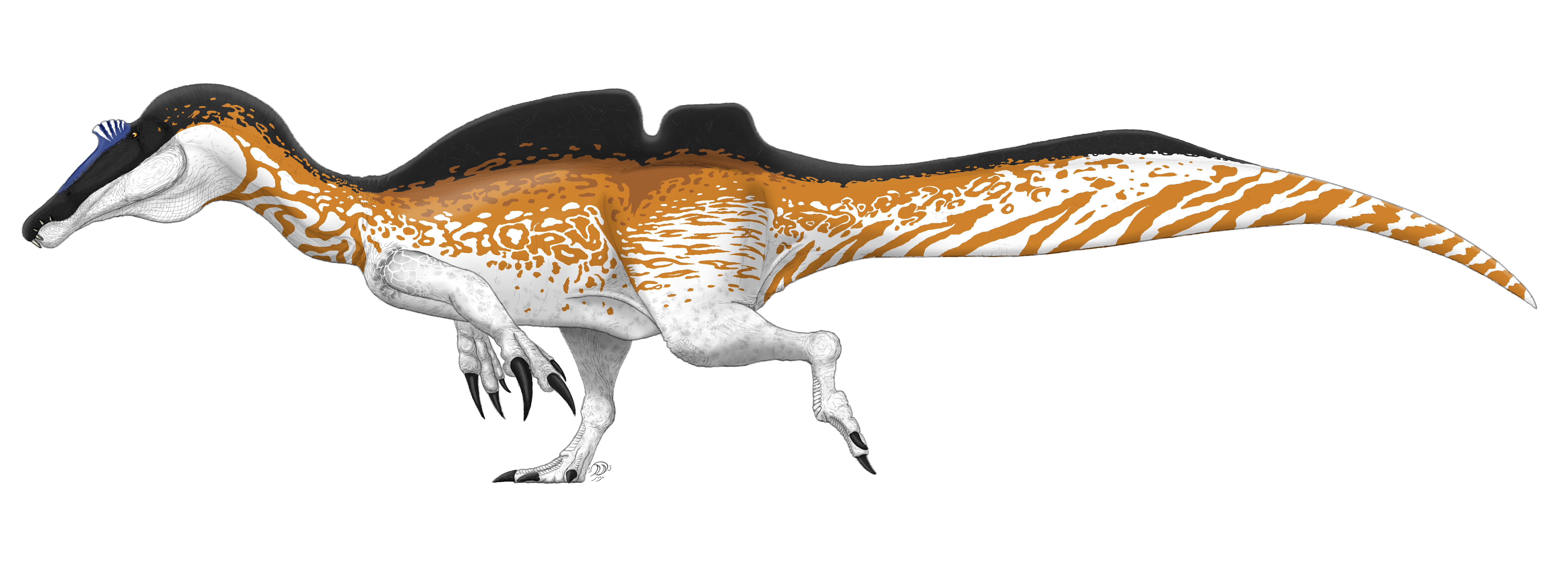

إكثيوفيناتور (Ichthyovenator) هو جنس من الديناصورات الثيروبودا اللاحمة من السبينوصوريات يعود هذا الجنس إلى العصر الطباشيري المبكر تحديدا من 125 الى 113 مليون سنة مضة وأكتشف سنة 2010 ،وصف هذا الجنس سنة 2012 من قبل رونان ألين وزملاؤه معنى الإسم إكثيوفيناتور صائد السمك أو صياد السمك نظرا إلى أنه ينتمي إلى السبينوصوريات وأغلب معلومات هذه الفصيلة تدل أن أفرادها كانوا يعتمودون على الأسماك كغذاء و يقدر طول هذا الديناصور ب10 متر ووزنه 2.5 طن و يمتاز بالأشرعة التي توجد على ظهره مثل أقربائه من السبينوصوريات كالسبينوصور ولكن إكثيوفيناتور يوجد به اختلاف عن السبينوصوريات الأخرى وهو الحد الفاصل بين الشراع حيث أن الإكثيوفيناتور يملك شراعين حيث أن الشراع الأول على شكل شراع قارب أو مثلث قائم بينما الآخر على شكل هضبة تم إجاد حفريات هذا الجنس بتكوين grès superieurs بلاوس وتم إيجاد هيكل عظمي غير كامل له بدون الجمجمة و الأطراف.
- سبينوصور

- سبينوصوريات

- سوكوميمس
- سيجيلماساصور

- باريونيكس

- إيريتاتور
- أوكزالايا

1. 1 2  Ronan Allain; Tiengkham Xaisanavong; Philippe Richir; Bounsou Khentavong (18 Apr 2012). "The first definitive Asian spinosaurid (Dinosauria: Theropoda) from the early cretaceous of Laos" (PDF). The Science of Nature (بالإنجليزية). 99 (5): 369–377. Bibcode:2012NW.....99..369A. DOI:10.1007/S00114-012-0911-7. ISSN:0028-1042. PMID:22528021. QID:Q22694735.